# Врубель Віталій Йосипович
Віталій Йосипович Врубель — капітан Збройних сил України.
У 2018 році був командиром роти розгородження інженерно-саперного батальйону[джерело?].

## Нагороди
- орден Богдана Хмельницького III ступеня (2022) — за особисту мужність і самовіддані дії, виявлені у захисті державного суверенітету та територіальної цілісності України, вірність військовій присязі.